# Eyes of Texas
Eyes of Texas è un film del 1948 diretto da William Witney.
È un musical western statunitense con Roy Rogers, Lynne Roberts e Andy Devine.

## Produzione
Il film, diretto da William Witney su una sceneggiatura di Sloan Nibley, fu prodotto da Edward J. White per la Republic Pictures e girato a Santa Clarita e nel Walker Ranch, in California.

## Colonna sonora
- Texas Trails - scritta da Tim Spencer, cantata da Roy Rogers e dai Sons of the Pioneers
- Padre of Old San Antone - scritta da Tim Spencer, cantata da Roy Rogers e dai Sons of the Pioneers
- Graveyard Filler of the West - scritta da Tim Spencer, cantata dai Sons of the Pioneers

## Distribuzione
Il film fu distribuito negli Stati Uniti dal 15 luglio 1948 al cinema dalla Republic Pictures.
Altre distribuzioni:
- in Finlandia il 10 marzo 1950 (Texasin verikoirat)
- in Brasile (Amigo Fiel)